# Filmfestivalen i Cannes 2015
'Filmfestivalen i Cannes 2015 (fransk: Festival de Cannes 2015') er den 68. officielle udgave af filmfestivalen i Cannes. Den afholdes i den franske by Cannes fra 13. til 24. maj 2015. Formænd for festivalens jury er de amerikanske brødre, instruktørerne Joel og Ethan Coen; det er første gang, at formandskabet er delt mellem to personer. Åbningsfilmen er den franske film La Tête haute instrueret af Emmanuelle Bercot. Den officielle festivalplakat forestiller den svenske skuespillerinde Ingrid Bergman baseret på et foto taget af David Seymour.

## Det officielle program
Det officielle program blev offentliggjort ved en pressekonference den 16. april 2015.

### Hovedkonkurrence
| Dansk titel | Originaltitel            | Instruktør        | Produktionsland                              |
| ----------- | ------------------------ | ----------------- | -------------------------------------------- |
|             | Dheepan                  | Jacques Audiard   | Frankrig                                     |
|             | La Loi du marché         | Stéphane Brizé    | Frankrig                                     |
|             | Marguerite et Julien     | Valérie Donzelli  | Frankrig                                     |
|             | Chronic                  | Michel Franco     | USA                                          |
|             | Il racconto dei racconti | Matteo Garrone    | Italien                                      |
|             | Carol                    | Todd Haynes       | Storbritannien, USA                          |
|             | 聶隱娘 Nie yin niang     | Hou Hsiao-hsien   | Taiwan                                       |
|             | 山河故人 Shan he gu ren  | Jia Zhangke       | Kina                                         |
|             | 海街diary Umimachi diary | Hirokazu Kore-eda | Japan                                        |
|             | Macbeth                  | Justin Kurzel     | Storbritannien, Frankrig, USA                |
|             | The lobster              | Giorgos Lanthimos | Grækenland, Frankrig, Irland, Storbritannien |
|             | Mon roi                  | Maïwenn           | Frankrig                                     |
|             | Mia madre                | Nanni Moretti     | Italien                                      |
|             | Saul Fia                 | László Nemes      | Ungarn                                       |
|             | Valley of love           | Guillaume Nicloux | Frankrig                                     |
|             | La giovinezza            | Paolo Sorrentino  | Italien                                      |
|             | Louder than bombs        | Joachim Trier     | Norge, Frankrig, Danmark, USA                |
|             | The sea of trees         | Gus Van Sant      | USA                                          |
|             | Sicario                  | Denis Villeneuve  | USA                                          |

### Un certain regard
| Dansk titel | Originaltitel              | Instruktør                | Produktionsland               |
| ----------- | -------------------------- | ------------------------- | ----------------------------- |
|             | Masaan                     | Neeraj Ghaywan            | Indien                        |
|             | Hrútar                     | Grímur Hákonarson         | Island                        |
|             | あん An                    | Naomi Kawase              | Japan                         |
|             | 岸辺の旅 Kishibe no tabu   | Kiyoshi Kurosawa          | Japan                         |
|             | Je suis un soldat          | Laurent Larivière         | Frankrig                      |
|             | Zvizdan                    | Dalibor Matanić           | Kroatien, Slovenien           |
|             | Taklub                     | Brillante Mendoza         | Filippinerne                  |
|             | The other side             | Roberto Minervini         | USA, Italien                  |
|             | Un etaj mai jos            | Radu Muntean              | Rumænien                      |
|             | 무뢰한 Mue-ro-han          | Oh Seung-uk               | Sydkorea                      |
|             | Las elegidas               | David Pablos              | Mexico                        |
|             | ناهید Nahid                | Ida Panahandeh            | Iran                          |
|             | Comoara                    | Corneliu Porumboiu        | Rumænien                      |
|             | Alias María                | José Luis Rugeles Gracia  | Colombia, Argentina, Frankrig |
|             | Chauthi Koot               | Gurvinder Singh           | Indien                        |
|             | 마돈나 Madonna             | Shin Su-won               | Sydkorea                      |
|             | รักที่ขอนแก่น Rak ti khon kaen | Apichatpong Weerasethakul | Thailand                      |
|             | Maryland                   | Alice Winocour            | Frankrig                      |
|             | Lamb                       | Yared Zeleke              | Etiopien, Frankrig, Qatar     |

### Udenfor konkurrence
| Dansk titel | Originaltitel                         | Instruktør                        | Produktionsland |
| ----------- | ------------------------------------- | --------------------------------- | --------------- |
|             | Mad Max: Fury Road                    | George Miller                     | Australien, USA |
|             | La Tête haute – åbningsfilm           | Emmanuelle Bercot                 | Frankrig        |
|             | Irrational man                        | Woody Allen                       | USA             |
|             | The little prince                     | Mark Osborne                      | Frankrig        |
| Insidan ut  | Inside out                            | Pete Docter og Ronaldo del Carmen | USA             |
|             | La Glace et le ciel – afslutningsfilm | Luc Jacquet                       | Frankrig        |

Midnatsforestillinger
| Dansk titel | Originaltitel | Instruktør    | Produktionsland |
| ----------- | ------------- | ------------- | --------------- |
|             | 오피스 Opiseu | Hong Won-chan | Sydkorea        |
|             | Amy           | Asif Kapadia  | Storbritannien  |
|             | Love          | Gaspar Noé    | Frankrig        |

Specialvisninger
| Dansk titel | Originaltitel                                  | Instruktør        | Produktionsland   |
| ----------- | ---------------------------------------------- | ----------------- | ----------------- |
|             | Asphalte                                       | Samuel Benchetrit | Frankrig          |
|             | Oka                                            | Souleymane Cissé  | Mali              |
|             | Une histoire de fou                            | Robert Guédiguian | Frankrig          |
|             | היורד למעלה Hayored lema'ala                   | Elad Keidan       | Israel            |
|             | סיפור על אהבה וחושך Sipur al ahava ve choshech | Natalie Portman   | Israel            |
|             | Amnesia                                        | Barbet Schroeder  | Schweiz, Frankrig |
|             | Panama                                         | Pavle Vučković    | Serbien           |

## Jury

### Hovedkonkurrencen
- Joel og Ethan Coen, amerikanske instruktører, producenter m.v., juryformænd
- Rossy de Palma, spansk skuespiller
- Sophie Marceau, fransk skuespiller og instruktør
- Sienna Miller, engelsk skuespiller
- Rokia Traoré, malisk sanger og sangskriver
- Guillermo del Toro, mexikansk skuespiller, producent m.v.
- Xavier Dolan, canadisk skuespiller, instruktør m.v.
- Jake Gyllenhaal, amerikansk skuespiller

### Un certain regard
- Isabella Rossellini, italiensk-amerikansk skuespiller, formand for juryen

## Priser

### Officiel konkurrence
I den officielle konkurrence
- Palme d'Or – Dheepan af Jacques Audiard
- Grand Prix – Son of Saul af László Nemes
- Bedste instruktør – Hou Hsiao-hsien for The Assassin
- Bedste manuskript – Michel Franco for Chronic
- Bedste skuespillerinde:
  - Rooney Mara for Carol
  - Emmanuelle Bercot for Mon roi
- Bedste skuespiller – Vincent Lindon for The Measure of a Man
- Juryens pris – The Lobster af Yorgos Lanthimos

Un Certain Regard
- Un Certain Regard Award – Rams af Grímur Hákonarson
- Un Certain Regard Jury Prize – The High Sun afDalibor Matanić
- Un Certain Regard Award for Best Director – Kiyoshi Kurosawa for Journey to the Shore
- Prix Un Certain Talent – The Treasure af Corneliu Porumboiu
- Un Certain Regard Specialpris for Lovende fremtid:
  - Nahid af Ida Panahandeh
  - Masaan af Neeraj Ghaywan

Cinéfondation
- First Prize – Share af Pippa Bianco
- Second Prize – Lost Queens af Ignacio Juricic Merillán
- Third Prize – The Return of Erkin af Maria Guskova og Victor XX af Ian Garrido López

### Andre priser
International Critics' Week
- Nespresso Grand Prize – Paulina af Santiago Mitre
- France 4 Visionary Award – Land and Shade af César Augusto Acevedo
- SACD Award – Land and Shade af César Augusto Acevedo
- Sony CineAlta Discovery Award for Short Film – Chickenpox af Fulvio Risuleo
- Canal+ Award – Ramona af Andrei Crețulescu
- Gan Foundation Support for Distribution Award – The Wakhan Front af Clément Cogitore

Directors' Fortnight
- Art Cinema Award – Embrace of the Serpent af Ciro Guerra
- SACD Prize – My Golden Years af Arnaud Desplechin
- Europa Cinemas Label Award – Mustang af Deniz Gamze Ergüven
- Illy Prize for Short Film – Rate Me af Fyzal Boulifa
- Special Mention – The Exquisite Corpus af Peter Tscherkassky

### Uafhængige priser
FIPRESCI Prize
- In Competition – Son of Saul af László Nemes
- Un Certain Regard – Masaan af Neeraj Ghaywan
- Parallel Sections – Paulina af Santiago Mitre (International Critics' Week)

Den Ekumeniske Jury
- Prize of the Ecumenical Jury –  My Mother af Nanni Moretti
- Commendations:
  -  The Measure of a Man af Stéphane Brizé
  - Taklub af Brillante Mendoza

L'Œil d'or Jury
- L'Œil d'or – Beyond My Grandfather Allende af Marcia Tambutti Allende
- Special Mention – Ingrid Bergman: In Her Own Words af Stig Björkman

Queer Palm Jury
- Queer Palm Award –  Carol af Todd Haynes
- Special Mention – The Lobster af Yorgos Lanthimos

Palm Dog Jury
- Palm Dog Award – Lucky the Maltipoo for Arabian Nights
- Grand Jury Prize – "Bob" from The Lobster
- Palm Dog Manitarian award – I Am a Soldier

Prix François Chalais
- François Chalais Prize – Son of Saul af László Nemes

### Specialpris
- Æres Palme d'Or[22] – Agnès Varda